# متلازمة واحدة ونصف

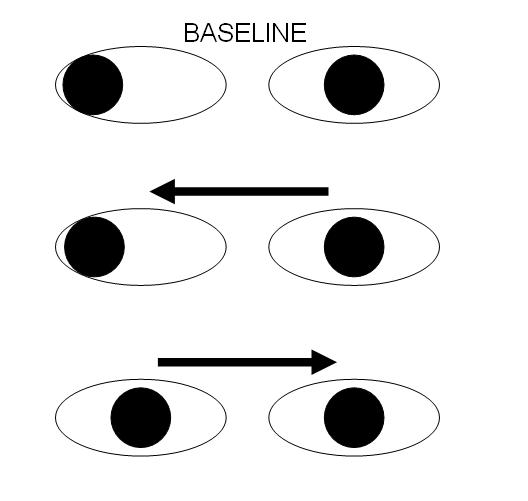
مخطط تمثيلي لحركة العين في متلازمة واحدة ونصف

متلازمة واحدة ونصف (بالإنجليزية: One and a half syndrome) هي متلازمة نادرة تتمثل في ضعف حركي يصيب كلا العينين بحيث يجعل إحداهما لا تتحرك مطلقا بينما يمكن للعين الأخرى أن تتحرك في اتجاه واحد (ومن هنا جائت التسمية والتي تعني أن عين واحدة هي التي تتحرك، إلا أنها تتحرك نصف حركة أي في اتجاه واحد فقط).
بصورة طبية يمكن وصف متلازمة واحدة ونصف على أنها «شلل الحملقة المتقارنة أفقيا في أحد الاتجاهين وشلل العين بين النووي في الاتجاه الآخر». كما توجد رأرأة في العين التحركة.
وبشكل تقليدي فإن العينين يمكنها التجمع (أثناء النظر للأنف) نظرا لسلامة عصب محرك للعين (العصب الثالث) ونواته علي كلا الجانبين.

## الأسباب
تشمل أسباب متلازمة واحدة ونصف كل من السكتة الدماغية، نقص التروية، الأورام، والآفات الجماعية المعدية مثل السل، والأمراض المزيلة للميالين مثل التصلب المتعدد.

## التشريح

مخطط لموضع الآفات المتسببة في متلازمة واحدة ونصف

مخطط يوضح الموقع التشريحي للآفات في متلازمة واحدة ونصف.
عادة ما تنتج هذه المتلازمة من آفة أحادية الجانب في مستوى التكوين الشبكي الجسري المجاور للناصف والحزمة الطولانية الإنسية. وهناك سبب تشريحي بديل وهو وجود آفة في نواة العصب المبعد (العصب السادس) على جانب واحد.

## العلاج
لوحظ تحسن في حركة العين لبعض الحالات التي عولجت بحقن ذيفان السجقية.